# Жураківський Віталій Олександрович
Віталій Олександрович Жураківський (народився 11 лютого 1957у місті Козятин Вінницької області) — український залізничник, перший заступник генерального директора Укрзалізниці, Заслужений працівник транспорту України.

## Біографія
У 1979 році  закінчив Харківський  інститут інженерів залізничного транспорту імені С.М. Кірова
Працював черговим по парку станції Петропавлівськ Південно-Уральської залізниці. У 1981–2002 — на різних посадах станції Козятин-І Південно-Західної залізниці. Пройшов шлях від чергового по станції, маневрового диспетчера станції Козятин-І до начальника Козятинської дирекції залізничних перевезень – заступника начальника Південно-Західної залізниці.
З травня 2003 року по липень 2005 року – заступник начальника Південно-Західної залізниці – начальник галузевої служби перевезень.
З червня 2005 року по грудень 2005 року – начальник Головного управління перевезень Укрзалізниці.
З грудня 2005 року по березень 2013 року – перший заступник начальника Південно-Західної залізниці
6 березня 2013 — перший заступник генерального директора Державної адміністрації залізничного транспорту України.

## Відзнаки
- «Заслужений працівник транспорту України»;
- Знак «Почесний залізничник»;
- Знак «Почесний працівник транспорту України»;
- Орден «За заслуги» ІІІ ступеня;
- Почесна Грамота Кабінету Міністрів України;
- Нагрудний знак «За заслуги. Укрзалізниця» ІІІ ст.